# Liste von Blender-Versionen
Im Jahre 2002 wurde die 3D-Grafiksuite Blender durch Street Performer Protocol bzw. Crowdfunding von der Blender Foundation unter der Leitung von Ton Roosendaal aus der Insolvenzmasse von Not a Number Technologies (NaN) für 100'000 € freigekauft und unter GNU General Public License (GPL) gestellt.
Im Folgenden werden alle bekannten Versionen samt den dazugehörigen Start-Screens gelistet. Die Start-Screens demonstrieren die wichtigsten Neuerungen, zeigen aktuelle Projekte oder wurden von Künstlern extra für diese Version gestaltet.
| Haupt- version | Haupt- version | Version          | Veröffentlichung                       | Anmerkungen und wichtigste Änderungen | Titelbild |
| --- | -------------- | ---------------- | -------------------------------------- | --- | --------- |
| 1.x | 1.0x           | 1.0              |                                        | |           |
| 1.x | 1.6x           | 1.60             |                                        | |           |
| 1.x | 1.7x           | 1.73             |                                        | |           |
| 1.x | 1.8x           | 1.80             |                                        | |           |
| 2.x | 2.0x           | 2.03             | um 2002                                | Handbuch The official Blender 2.0 guide |           |
| 2.x | 2.2x           | 2.26             | 20. August 2003                        | Normalmap-Menu der Blender-Version 2.26, erste freie Version |           |
| 2.x | 2.3x           | 2.30             | 22. November 2003                      | neue Benutzeroberfläche; zum ersten Mal die Möglichkeit, Bearbeitungsschritte rückgängig zu machen |           |
| 2.x | 2.3x           | 2.32             | 3. Februar 2004                        | Strahlverfolgung (Raytracing) im internen Renderer; Unterstützung für YafaRay |           |
| 2.x | 2.3x           | 2.34             | 5. August 2004                         | LSCM-UV-Unwrapping, Interaktion von Objekten mit Partikeln |           |
| 2.x | 2.3x           | 2.37             | 31. Mai 2005                           | Simulation elastischer Objekte, Verbesserung des Subdivision-Surfaces-Systems |           |
| 2.x | 2.4x           | 2.40             | 22. Dezember 2005                      | Stark verbessertes Animationssystem mit besseren Charakteranimationen, Aktionen und einem Bearbeitungswerkzeug für nichtlineare Animationen, Simulation von Flüssigkeiten und Haaren. Der große neue Funktionsumfang beruhte zu einem guten Teil auf den Projekten des Google Summer of Code 2005. |           |
| 2.x | 2.4x           | 2.41             | 25. Januar 2006                        | Verbesserungen der Game-Engine (programmierbare Vertex- und Pixel-Shader, Verwendung von Blender-Materialien, Split-Screen-Modus, Verbesserungen an der Physik-Engine), verbessertes UV-Mapping, Aufnahme des Python-Skripts für Bildhauer- oder Skulptur-Arbeiten mit Hilfe von Gitter- oder Maschen-Modellen (mesh sculpting) und Set-Chaining, |           |
| 2.x | 2.4x           | 2.42             | 14. Juli 2006                          | Der Film Elephants Dream bewirkte einen großen Entwicklungsschub in allen Bereichen, die für die Produktion eines Films notwendig sind. Insbesondere das Node-System (Material- und Kompositknoten) wurde implementiert. |           |
| 2.x | 2.4x           | 2.43             | 16. Februar 2007                       | Sculpt-Modelling als Ergebnis des Google Summer of Code 2006 |           |
| 2.x | 2.4x           | 2.46             | 19. Mai 2008                           | Mit der Produktion des neuen Open-Movies Big Buck Bunny wurde Blender um Funktionen erweitert, um Gras und Fell einfach zu erzeugen und schnell zu rendern. |           |
| 2.x | 2.4x           | 2.48             | 14. Oktober 2008                       | Die ursprünglich blendereigene Game-Engine wurde anlässlich der Entwicklung des freien Spiels Yo Frankie! in aktualisierter Form wieder in Blender integriert. Zudem wurde eine bessere Materialvorschau eingeführt. |           |
| 2.x | 2.4x           | 2.49             | 13. Juni 2009                          | knotenbasierte Materialien und Texturen; Verbesserungen an der Game-Engine und viele Fehlerbehebungen |           |
| 2.x | 2.5x           | 2.57             | 13. April 2011                         | Erste offizielle stabile Version des 2.5er-Zweiges: neue Oberfläche, neuer Windowmanager sowie Neuschreibung des Ereignis-, Werkzeug- und Dateiverarbeitungssystems, neues Animationssystem (jede Einstellung kann nun animiert werden), neue Python-API |           |
| 2.x | 2.5x           | 2.58             | 22. Juni 2011                          | Über 200 Fehlerbereinigungen, einige neue Funktionen |           |
| 2.x | 2.5x           | 2.58a            | 4. Juli 2011                           | Fehlerbehebungen, kleine Erweiterungen in GUI und Python-Schnittstelle |           |
| 2.x | 2.5x           | 2.59             | 13. August 2011                        | Unterstützung von 3D-Mäusen, viele Fehlerbereinigungen |           |
| 2.x | 2.6x           | 2.60             | 19. Oktober 2011                       | Entwicklerzweige werden in den Hauptentwicklungszweig integriert: unter anderem B-Mesh, ein neues Render-/Shading-System, Nurbs, einige GSoC-Projekte |           |
| 2.x | 2.6x           | 2.60a            | 23. Oktober 2011                       | Fehlerbehebungen |           |
| 2.x | 2.6x           | 2.61             | 14. Dezember 2011                      | Render-Engine Cycles, Motion Tracking, Dynamic Paint (Dynamisches Malen), Ocean Simulator (Ozean-simulator) |           |
| 2.x | 2.6x           | 2.62             | 16. Februar 2012                       | Erweiterung des Motiontracking zum Objekttracking, weitere Erweiterung der UV-Tools und Cycles-Renderengine, Remeshmodifier, 205 Fehlerbehebungen |           |
| 2.x | 2.6x           | 2.63             | 27. April 2012                         | Fehlerbehebungen, BMesh-Projekt: Komplett neues Polygonnetz-System mit n-Ecken und neuen Werkzeugen: Dissolve, Inset, Bridge, Vertex Slide, Vertex Connect, Bevel |           |
| 2.x | 2.6x           | 2.63a            | 10. Mai 2012                           | Fehlerbehebungen |           |
| 2.x | 2.6x           | 2.64             | 3. Oktober 2012                        | Maskeneditor, Motion-Tracking-Optimierungen, Chroma-Key-Werkzeuge, Compositor-Aktualisierung mit Mehrkern- und GPU-Unterstützung, Geschwindigkeitsoptimierungen der Cycles-Render-Engine, Fehlerbehebungen und kleinere Verbesserungen in vielen Bereichen. |           |
| 2.x | 2.6x           | 2.64a            | 9. Oktober 2012                        | Fehlerbehebungen |           |
| 2.x | 2.6x           | 2.65             | 10. Dezember 2012                      | Neue Feuer-Simulation und Geschwindigkeitsoptimierung der Rauchsimulation, OSL-(Open-Shading-Language)-Unterstützung für Cycles, Motion Blur für Cycles, Normal-Map-Unterstützung, Bevel-Überarbeitung, Fehlerbehebungen und kleinere Verbesserungen in mehreren Bereichen. |           |
| 2.x | 2.6x           | 2.65a            | 19. Dezember 2012                      | Fehlerbehebungen |           |
| 2.x | 2.6x           | 2.66             | 21. Februar 2013                       | Bessere Einbindung der Physik-Engine Bullet, Sculpten mit dynamischer Topologie (Dynamic Topology Sculpting), verschiedene Neuerungen in der Cycles-Render-Engine – unter anderem zur Darstellung von Haaren, Borsten oder sonstigen Strängen (englisch strands), Matcaps im Viewport, verschiedene Verbesserungen an der Bedienoberfläche, Retina-Display-Unterstützung, Fehlerbehebungen und weitere kleinere Verbesserungen. |           |
| 2.x | 2.6x           | 2.66a            | 6. März 2013                           | Fehlerbehebungen |           |
| 2.x | 2.6x           | 2.67             | 7. Mai 2013                            | Integration des Cartoon-Renderer Freestyle; Änderungen der Bedienoberfläche; kleinere Änderungen in der Game-Engine. |           |
| 2.x | 2.6x           | 2.67a            | 21. Mai 2013                           | Fehlerbehebungen |           |
| 2.x | 2.6x           | 2.67b            | 30. Mai 2013                           | Fehlerbehebungen |           |
| 2.x | 2.6x           | 2.68             | 18. Juli 2013                          | Schwerpunkt auf mehr Stabilität und Geschwindigkeit; Render-Engine Cycles bietet einige neue Shader, etwa einen für Drahtgittermodelle und einen Toon-Shader; das Bridge-Werkzeug wurde verbessert; Python-Skripte werden jetzt beim Laden einer Datei aus Sicherheitsgründen standardmäßig deaktiviert. |           |
| 2.x | 2.6x           | 2.68a            | 24. Juli 2013                          | Fehlerbehebungen |           |
| 2.x | 2.6x           | 2.69             | 30. Oktober 2013                       | Die Darstellung der Lichtstreuung in transluzenten Stoffen (Subsurface Scattering, SSS) des integrierten Cycles-Renderers wurde deutlich verbessert, funktioniert jedoch nur beim Rendern auf der CPU; das neue Werkzeug „Mesh-Bisect“ kann Objekte entlang einer Ebene in zwei Hälften schneiden und die Schnittkanten automatisch füllen; Looks simuliert analoge Film-Typen von Herstellern wie Agfa oder Kodak; Blender stellt jetzt zwei Himmels-Simulationen zur Wahl; der Motion-Tracker kann jetzt Plane Tracks durchführen, wobei eine Fläche in der Szene verfolgt wird; Szenen im FBX-Format können komplett mit Kameras, Lampen und Meshes inklusive UV-Texturen und Vertex-Farben importiert werden.                                            |           |
| 2.x | 2.7x           | 2.70             | 19. März 2014                          | Rudimentäre Unterstützung für volumetrische Materialien, beschleunigtes CPU-Rendering durch Verwenden des SSE-Befehlssatzes (bis zu 30 % schneller); Samplezahlen für direktes und indirektes Licht können individuell eingestellt werden; neuere Funktionen und höhere Leistung bei OSL durch Version 1.4.x; verschiedene neue oder verbesserte Motion-Tracking-Funktionen; verschiedene UI-Verbesserungen; zahlreiche Änderungen an Modifiern; neue Optionen für Bevel-, Knife-, Snapping- und Dynamic-topology-Sculpting-Tools; Einführung einer Art Leistungsmonitor; kleinere Verbesserungen der Game-Engine (u. a. Unterstützung für PSD-Dateien); weitere Verbesserung der Freestyle-Implementation; weitere Funktionen. Weiterer Modifier: Wireframe |           |
| 2.x | 2.7x           | 2.70a            | 10. April 2014                         | Fehlerbehebungen Blender 2.68 Splash |           |
| 2.x | 2.7x           | 2.71             | 26. Juni 2014                          | In Planung – Python 3.4, Split Normals, F-Curve Easing patch, Cycles Baking, Cycles SSS mit GPU-Render, Multi View (Stereo 3D). |           |
| 2.x | 2.7x           | 2.72             | 4. Oktober 2014                        | Freestyle in Cycles, Sun Beams, Pie Menüs |           |
| 2.x | 2.7x           | 2.72a            | 20. Oktober 2014                       | Fehlerbehebungen |           |
| 2.x | 2.7x           | 2.72b            | 21. Oktober 2014                       | Fehlerbehebungen |           |
| 2.x | 2.7x           | 2.73             | 7. Januar 2015                         | Freestyle-SVG-Exporter, animierbarer Grease Pencil, Diverses |           |
| 2.x | 2.7x           | 2.73a            | 21. Januar 2015                        | Fehlerbehebungen |           |
| 2.x | 2.7x           | 2.74             | 31. März 2015                          | Die Cycles-Engine wurde beschleunigt und benötigt laut Entwicklern weniger Speicher; Viewport-Compositing erlaubt Umgebungsverdeckung und Tiefenschärfe, welche per Pipettenfüller bestimmt werden kann. Auch ist der Transfer von Datenebenen nun möglich. Das Partikelsystem und die Haar-Modellierung wurden verbessert |           |
| 2.x | 2.7x           | 2.75             | 1. Juli 2015                           | Dynamic Topology verbessert, Multi-View und Stereo 3D Pipeline integriert |           |
| 2.x | 2.7x           | 2.75a            | 8. Juli 2015                           | Fehlerbehebungen |           |
| 2.x | 2.7x           | 2.76             | 11. Oktober 2015                       | User Interface, Modeling, OpenSubdiv, Sequencer, Freestyle NPR Rendering, Animation, Game Engine, Add-ons, More Features, Bug Fixes |           |
| 2.x | 2.7x           | 2.76a            | 9. Oktober 2015                        | Fehlerbehebungen |           |
| 2.x | 2.7x           | 2.76b            | 3. November 2015                       | Fehlerbehebungen |           |
| 2.x | 2.7x           | 2.77             | 19. März 2016                          | Subsurface Scattering beschleunigt, Bewegungsunschärfen in Cycles über Shutter-Kurven, Rolling-Shutter Effekt, Speicherung von Feuer- und Rauchsimulationen im OpenVDB-Format, Fehlerbehebungen, mit Python 3.5.1 wird Windows XP Support beendet, 2.77a: Bugfixes |           |
| 2.x | 2.7x           | 2.77a            | 6. April 2016                          | Fehlerbehebungen |           |
| 2.x | 2.7x           | 2.78             | 30. September 2016                     | Panoramen für Stereo-VR, Überarbeitung des Grease Pencil, Verbesserungen im Rendering für Cuda, OpenCL für verschiedene Hardware, Multithreading: bis zu 1024 Threads anstatt nur bisher max. 64 |           |
| 2.x | 2.7x           | 2.78a            | 26. Oktober 2016                       | Fehlerbehebungen |           |
| 2.x | 2.7x           | 2.78b            | 8. Februar 2017                        | Beschleunigung von Cycles, Fehlerbehebungen |           |
| 2.x | 2.7x           | 2.78c            | 28. Februar 2017                       | Fehlerbehebungen |           |
| 2.x | 2.7x           | 2.79             | 11. September 2017                     | PBR-Shader „Principled BSDF“, Denoiser, Filmic Color Management, Shadow Catcher, Verbesserungen für den Grease Pencil, Verbesserungen des Cycles Render, Verbesserungen für OpenCL, Besserer Alembic Import/Export, weitere kleine Änderungen und Fehlerbehebungen |           |
| 2.x | 2.7x           | 2.79a            | 27. Februar 2018                       | Fehlerbehebungen |           |
| 2.x | 2.7x           | 2.79b            | 22. März 2018                          | Fehlerbehebungen |           |
| 2.x | 2.8x           | 2.80             | 30. Juli 2019                          | Neues UI mit OpenGL 3.3+, neuer EEVEE-Renderer (sehr schnell und an physikalischen Gesetzmäßigkeiten orientiert), das bisherige Layer-System wurde durch neue Collections ersetzt, neues 2D-Animationssystem für Grease-Pencil, weitere Shader für den Cycles-Renderer und vieles mehr |           |
| 2.x | 2.8x           | 2.81             | 21. November 2019                      | Überarbeitung der Modellierwerkzeuge, Unterstützung für NVIDIA RTX Ray Tracing für die Cycles Render Engine, Intel Open Image Denoiser, verbessertes Menü und Navigation, neuer Dateibrowser und verbesserte Dateiverwaltung, Verbesserungen an der Echtzeit Render Engine EEVEE, Fehlerbehebungen und vieles mehr |           |
| 2.x | 2.8x           | 2.81a            | 5. Dezember 2019                       | Fehlerbehebungen |           |
| 2.x | 2.8x           | 2.82             | 14. Februar 2020                       | Mantaflow für bessere Simulationen integriert, UDIM-Unterstützung (UV-Koordinaten auf mehrere Bilddateien verteilt), USD-Unterstützung (Universal Scene Description, ein von Pixar entwickeltes Format für 3D-Daten) uvm. |           |
| 2.x | 2.8x           | 2.82a            | 12. März 2020                          | Fehlerbehebungen |           |
| 2.x | 2.8x           | 2.83 LTS 2.83.20 | 3. Juni 2020 (2.83.20: 20.04.2022)     | Zwei Jahre Long Term Support (Erste »LTS« Version überhaupt), OpenVDB-Import (freies Format um Volume wie Nebel und Rauch zu beschreiben), Stoffsimulation mit einem Sculpting Brush, EEVEE Renderpasses, VR zur Szenenbearbeitung, KI-beschleunigtes Denoising. |           |
| 2.x | 2.8x           | 2.83.1           | 25. Juni 2020                          | viele Fehlerbehebungen (über 350 zu 2.83.0), aktuell 2.83.20, 2.83.21 in dev |           |
| 2.x | 2.8x           | 2.83.20          | 20. April 2022                         | viele Fehlerbehebungen (über 350 zu 2.83.0), aktuell 2.83.20, 2.83.21 in dev |           |
| 2.x | 2.9x           | 2.90             | 31. August 2020                        | Schnelleres Rendern, besseres Teamwork und aufgeräumte Partikelsimulation. Suche erfasst auch Menüeinträge, Drag and Drop Unterstützung für Modifikatoren, Anpassbares Profil des Bevel Modifikators, UV Editor Verbesserungen |           |
| 2.x | 2.9x           | 2.90.1           | 23. September 2020                     | Fehlerbehebungen |           |
| 2.x | 2.9x           | 2.91             | 25. November 2020                      | Suche unterstützt Fuzzy search, Property Search (Suchoption im Eigenschaftenfenster des Objekts), BMesh Verbesserungen für den boolean Modifikator, Sculpt-Verbesserungen (Cloth Brush, Boundary Brush), Volume-Modifikatoren (Mesh zu Volume, Volume zu Mesh), FCurve-Verbesserungen für das Setzen von Keyframes |           |
| 2.x | 2.9x           | 2.92             | 25. Februar 2021                       | Viele Verbesserungen, APIC-Simulation für dynamische Flüssigkeiten mit Phasengrenze, OpenCL für Intel Iris und Xe |           |
| 2.x | 2.9x           | 2.93 LTS 2.93.18 | 2. Juni 2021 (2.93.18: 23.05.2023)     | neue LTS-Version, OpenColorIO 2.0, Open Image Denoiser 1.3, Python 3.9 support Letzte Version 2.93.18 mit zusammen über 300 Bugfixes seit 2.93.0 |           |
| 3.x | 3.0.x          | 3.0.1            | 3. Dezember 2021                       | 3.0: Cycles X ohne OpenCL, HIP für AMD RDNA bei Windows seit 26.01.2022 Version 3.0.1 verfügbar |           |
| 3.x | 3.1.x          | 3.1.2            | 1. April 2022                          | Apple Metal GPU API für ARM M1 und AMD Grafik auf Intel, HIP für AMD RDNA mit Linux, Python 3.10, vertex creasing, faster .obj and .fbx export, u. a. |           |
| 3.x | 3.2.x          | 3.2.2            | 3. August 2022                         | HIP-Support zu AMD Vega für Windows, u. a. |           |
| 3.x | 3.3.x          | 3.3 LTS 3.3.21   | 7. September 2022 (3.3.21: 16.07.2024) | Verbesserung der Haar-Werkzeuge, neuer Sculpt-Modus, procedural UV unwrapping, neuer STL-importer bis zu 8 mal schneller, u. a., über 200 bug fixes zu 3.3.0 |           |
| 3.x | 3.4.x          | 3.4.1            | 20. Dezember 2022                      | cycles path guiding, auto masking, u.a., GPU-Support für AMD mit HIP, Linux ROCm 5.3+ für higher GCN , RDNA 1+, Intel One API für neue ARC-Hardware |           |
| 3.x | 3.5.x          | 3.5.1            | 25. April 2023                         | verbesserte Beleuchtung in Cycles, gltf 2.0 besser unterstützt und vieles mehr |           |
| 3.x | 3.6.x          | 3.6 LTS 3.6.23   | 27. Juni 2023 (3.6.23: 17.06.2025)     | neuer Simulation Node, Mesh Fracturing, Sync Fast: stark beschleunigtes Laden und Synchronisierung mit bis zu Faktor 60, Light Tree Funktion um bis zu Faktor 190 beschleunigt, Ray Tracing Unterstützung für AMD mit HIP und Intel Grafik-Hardware mit Embree 4, neuer schneller auf C++basierender PLY-Importer ersetzt langsamen auf Python basierenden PLY-Importer. |           |
| 4.x | 4.0.x          | 4.0              | 14. November 2023                      | stable version verfügbar, OpenGL 4.3 Minimum für Linux und MacOS, Support AMD RDNA 2 und 3, Apple MetalRT Support für Intel und ARM CPU. |           |
| 4.x | 4.1.x          | 4.1.1            | 16. April 2024                         | |           |
| 4.x | 4.2.x          | 4.2 LTS 4.2.11   | 16. Juli 2024 (4.2.11: 17.06.2025)     | |           |
| 4.x | 4.3.x          | 4.3.2            | 19. November 2024                      | „Light Linking“ für EEVEE, Metallic BSDF, Gabor-Noise-Textur, Erweiterungen für die Geometry Nodes („For Each Element“, Gizmos, Geometrienamen) |           |
| 4.x | 4.4.x          | 4.4              | 18. März 2025                          | |           |
| 4.x | 4.5            | 4.5 LTS          | 15. Juli 2025                          | |           |
| 5.x | 5.0            | 5.0              | 11. November 2025 (geplant)            | |           |
| 5.x | 5.1            | 5.1              | 17. März 2026 (geplant)                | |           |
| 5.x | 5.2            | 5.2 LTS          | 14. Juli November 2026 (geplant)       | |           |
| 5.x | 5.3            | 5.3              | 10. November 2026 (geplant)            | |           |
| Ältere Version; nicht mehr unterstütztÄltere Version; noch unterstütztAktuelle VersionAktuelle VorabversionZukünftige Version |                |                  |                                        | |           |